# Wijken en buurten in Nijmegen

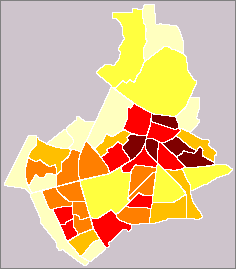
Kaart van Nijmegen met de bevolkingsdichtheid per buurt. Gebaseerd op het landoppervlak.
>8500 /km²
6000–7500 /km²
4500–6000 /km²
2500–4000 /km²
700–1500 /km²
<300 /km²

De Nederlandse gemeente Nijmegen is voor statistische doeleinden onderverdeeld in wijken en buurten. De gemeente is verdeeld in de volgende statistische wijken:
- Wijk 01 Nijmegen-Centrum (CBS-wijkcode:026801)
- Wijk 02 Nijmegen-Oost (CBS-wijkcode:026802)
- Wijk 03 Nijmegen-Oud-West (CBS-wijkcode:026803)
- Wijk 04 Nijmegen-Nieuw-West (CBS-wijkcode:026804)
- Wijk 05 Nijmegen-Midden (CBS-wijkcode:026805)
- Wijk 06 Nijmegen-Zuid (CBS-wijkcode:026806)
- Wijk 07 Dukenburg (CBS-wijkcode:026807)
- Wijk 08 Lindenholt (CBS-wijkcode:026808)
- Wijk 09 Nijmegen-Noord (CBS-wijkcode:026809)

De statistische wijken vallen samen met de gelijknamige Nijmeegse stadsdelen en zijn onderverdeeld in statistische buurten die samenvallen met de 44 Nijmeegse wijken. Onderstaande tabel geeft de buurtindeling met kentallen volgens het Centraal Bureau voor de Statistiek (2008):
| CBS-buurtcode | Buurtnaam                  | Inwonertal | Opp. totaal (ha) | Opp. land (ha) | Ligging                |
| ------------- | -------------------------- | ---------- | ---------------- | -------------- | ---------------------- |
| BU02680100    | Benedenstad                | 2920       | 51               | 33             | Locatie in de gemeente |
| BU02680101    | Stadscentrum               | 6380       | 91               | 91             | Locatie in de gemeente |
| BU02680202    | Bottendaal                 | 4560       | 44               | 44             | Locatie in de gemeente |
| BU02680203    | Galgenveld                 | 6370       | 96               | 96             | Locatie in de gemeente |
| BU02680204    | Altrade                    | 6120       | 64               | 64             | Locatie in de gemeente |
| BU02680205    | Hunnerberg                 | 3590       | 101              | 100            | Locatie in de gemeente |
| BU02680206    | Hengstdal                  | 7270       | 84               | 84             | Locatie in de gemeente |
| BU02680207    | Kwakkenberg                | 1530       | 156              | 156            | Locatie in de gemeente |
| BU02680208    | Groenewoud                 | 3130       | 112              | 112            | Locatie in de gemeente |
| BU02680209    | Ooyse Schependom           | 220        | 109              | 82             | Locatie in de gemeente |
| BU02680320    | Biezen                     | 6630       | 124              | 105            | Locatie in de gemeente |
| BU02680321    | Wolfskuil                  | 6500       | 76               | 76             | Locatie in de gemeente |
| BU02680422    | Hees                       | 2820       | 84               | 84             | Locatie in de gemeente |
| BU02680423    | Heseveld                   | 6230       | 101              | 101            | Locatie in de gemeente |
| BU02680424    | Neerbosch-Oost             | 7100       | 148              | 143            | Locatie in de gemeente |
| BU02680425    | Haven- en industrieterrein | 200        | 307              | 234            | Locatie in de gemeente |
| BU02680510    | Nije Veld                  | 5410       | 81               | 81             | Locatie in de gemeente |
| BU02680511    | Hazenkamp                  | 4840       | 86               | 86             | Locatie in de gemeente |
| BU02680512    | Goffert                    | 2610       | 341              | 334            | Locatie in de gemeente |
| BU02680513    | St. Anna                   | 3190       | 56               | 56             | Locatie in de gemeente |
| BU02680517    | Heijendaal                 | 2070       | 158              | 158            | Locatie in de gemeente |
| BU02680614    | Hatertse Hei               | 3960       | 57               | 57             | Locatie in de gemeente |
| BU02680615    | Grootstal                  | 5180       | 106              | 106            | Locatie in de gemeente |
| BU02680616    | Hatert                     | 9330       | 156              | 147            | Locatie in de gemeente |
| BU02680618    | Brakkenstein               | 3790       | 136              | 136            | Locatie in de gemeente |
| BU02680731    | Tolhuis                    | 3640       | 81               | 79             | Locatie in de gemeente |
| BU02680732    | Zwanenveld                 | 4780       | 87               | 82             | Locatie in de gemeente |
| BU02680733    | Meijhorst                  | 3540       | 58               | 57             | Locatie in de gemeente |
| BU02680734    | Lankforst                  | 2100       | 47               | 43             | Locatie in de gemeente |
| BU02680735    | Aldenhof                   | 2620       | 43               | 43             | Locatie in de gemeente |
| BU02680736    | Malvert                    | 2830       | 52               | 50             | Locatie in de gemeente |
| BU02680737    | Weezenhof                  | 3690       | 101              | 98             | Locatie in de gemeente |
| BU02680738    | Vogelzang                  | 0          | 67               | 64             | Locatie in de gemeente |
| BU02680739    | Staddijk                   | 10         | 179              | 174            | Locatie in de gemeente |
| BU02680840    | 't Acker                   | 5500       | 152              | 147            | Locatie in de gemeente |
| BU02680841    | De Kamp                    | 5570       | 119              | 109            | Locatie in de gemeente |
| BU02680842    | 't Broek                   | 4260       | 104              | 93             | Locatie in de gemeente |
| BU02680843    | Kerkenbos                  | 60         | 63               | 61             | Locatie in de gemeente |
| BU02680847    | Westkanaaldijk             | 40         | 126              | 111            | Locatie in de gemeente |
| BU02680848    | Neerbosch-West             | 110        | 56               | 56             | Locatie in de gemeente |
| BU02680849    | Bijsterhuizen              | 20         | 144              | 141            | Locatie in de gemeente |
| BU02680950    | Oosterhout                 | 4490       | 410              | 354            | Locatie in de gemeente |
| BU02680960    | Ressen                     | 100        | 219              | 219            | Locatie in de gemeente |
| BU02680970    | Lent                       | 5910       | 718              | 610            | Locatie in de gemeente |